# Dobrotitsa
Dobrotitsa (Bulgaars: Добротица) is een dorp in het noordoosten van Bulgarije. Zij is gelegen in de gemeente Sitovo in de oblast Silistra. Het dorp ligt ongeveer 26 km ten zuidwesten van Silistra en 329 km ten noordoosten van de hoofdstad Sofia.

## Bevolking
In de eerste volkstelling van 1934 registreerde het dorp 1.468 inwoners. Dit aantal is vanaf dat moment langzaam maar geleidelijk begonnen af te nemen. Vooral na 1965 begon de bevolkingsafname te versnellen. Op 31 december 2019 telde het dorp 356 inwoners.
Van de 382 inwoners reageerden er 337 op de optionele volkstelling van 2011. Van deze 337 respondenten identificeerden 315 personen zich als etnische Bulgaren (93,5%), gevolgd door 16 Bulgaarse Turken (4,7%). De etniciteit van de overige respondenten was ondefinieerbaar (6 personen).
Van de 382 inwoners in februari 2011 werden geteld, waren er 35 jonger dan 15 jaar oud (9,2%), gevolgd door 177 personen tussen de 15-64 jaar oud (46,3%) en 170 personen van 65 jaar of ouder (44,5%).